# Last of Seven
Last of Seven is het debuut soloalbum van Pat Monahan, leadzanger van de band Train. Het album werd uitgebracht op 18 september 2007. Op het album zijn er verscheidene gastbijdrages van andere artiesten; onder andere Brandi Carlile bij het liedje Pirate on the Run, Graham Nash bij Cowboys and Indians en Bon Jovi gitarist Richie Sambora op Someday.
De eerste single, Her Eyes, werd uitgebracht in juli 2007. De tweede single was Two Ways To Say Goodbye.

## Tracklist
Alle teksten zijn geschreven door Pat Monahan, alle muziek is geschreven door Pat Monahan and Patrick Leonard, behalve waar anders aangegeven.
| Nr. | Titel                                                | Duur |
| --- | ---------------------------------------------------- | ---- |
| 1.  | Last of Seven                                        | 0:41 |
| 2.  | Her Eyes (Monahan, Leonard, John Shanks)             | 3:16 |
| 3.  | Two Ways to Say Goodbye (Monahan)                    | 3:42 |
| 4.  | Someday                                              | 3:28 |
| 5.  | Cowboys and Indians (Monahan, Leonard, Lyle Workman) | 3:57 |
| 6.  | Ooh My My                                            | 3:30 |
| 7.  | Thinkin' 'Bout You                                   | 4:22 |
| 8.  | Raise Your Hands                                     | 3:19 |
| 9.  | Always Midnight                                      | 3:19 |
| 10. | Great Escape (Monahan, James Bourne)                 | 4:10 |
| 11. | Ripple in the Water                                  | 3:27 |
| 12. | Girlfriend                                           | 3:59 |
| 13. | Pirate on the Run (Monahan, Brandon Bush)            | 2:52 |
| 14. | Shine (Monahan)                                      | 4:10 |

| Nr. | Titel            | Duur |
| --- | ---------------- | ---- |
| 15. | Love Is a Ladder | 3:28 |

## Hitlijsten

### Album
| Jaar | Hitlijst                 | Positie |
| ---- | ------------------------ | ------- |
| 2007 | Billboard Top 200 Albums | 82      |

### Singles
| Jaar | Single   | Hitlijst                                 | Positie |
| ---- | -------- | ---------------------------------------- | ------- |
| 2007 | Her Eyes | Billboard Hot Adult Contemporary Tracks  | 9       |
| 2007 | Her Eyes | Billboard Bubbling Under Hot 100 Singles | 10      |